# Johnny Cecotto
Johnny Alberto Cecotto Persello (Caracas, 25 gennaio 1956) è un pilota motociclistico e pilota automobilistico venezuelano ritiratosi dall'attività agonistica.

## Carriera

### Motociclismo

Cecotto vincitore dell'edizione 1975 della 200 Miglia di Imola.

Fu il padre, nato in Friuli, ex campione nazionale del Venezuela, a comprargli la prima moto. Poi fu notato dall'importatore venezuelano della Yamaha, Andrea Ippolito, che lo condusse al Campionato Mondiale
Nel 1975, alle 200 Miglia di Daytona, Cecotto fu protagonista della più grande rimonta nella storia del motociclismo, su una Yamaha TZ750. Partì ultimo e finì terzo davanti al pluricampione Giacomo Agostini, compiendo 74 sorpassi, anche grazie ai rifornimenti. Cecotto si mise in evidenza sulla scena internazionale partecipando poi al campionato mondiale delle  "250" e "350".
Con il team "Venemotos Yamaha" vinse il titolo della "350" nel 1975 e della "750" nel 1978, risultando in entrambe le classi il più giovane nella storia del motociclismo a conquistare il titolo iridato. Restò sempre fedele alla Yamaha.

### Automobilismo
Nel 1981 passò alle quattro ruote con la Minardi in Formula 2, e nella stagione seguente fu secondo nel Campionato Europeo con la March, con l'aiuto di Adrian Newey come ingegnere di pista. Debuttò in Formula 1 nel 1983 con la poco competitiva Theodore, prima di passare nel 1984 alla Toleman insieme a Ayrton Senna. Rimase vittima di un grave incidente durante le prove del Gran Premio di Gran Bretagna: si ruppe le gambe e chiuse con la F1.
Cecotto continuò nelle vetture Turismo, vincendo il campionato italiano nel 1989 e quello tedesco nel 1994 e 1998 su una BMW.
Il figlio, Johnny Cecotto Jr., è anche lui pilota.

## Risultati nel motomondiale

### Classe 250
| 1975 | Classe | Moto   |   |     |    |     |   |  |     |   |     |   |     |  |  | Punti | Pos. |
| ---- | ------ | ------ | - | --- | -- | --- | - |  | --- | - | --- | - | --- |  |  | ----- | ---- |
| 1975 | 250    | Yamaha | 1 | Rit | NE | Rit | 2 |  | Rit | 1 | Rit | 2 | Rit |  |  | 54    | 4º   |

| Legenda | 1º posto        | 2º posto            | 3º posto            | A punti      | Senza punti        | Grassetto – Pole position Corsivo – Giro più veloce |
| Legenda | Gara non valida | Non qual./Non part. | Ritirato/Non class. | Squalificato | '-' Dato non disp. | Grassetto – Pole position Corsivo – Giro più veloce |

### Classe 350
| 1975 | Classe | Moto   |   |   |     |   |   |  |   |    |    |   |     |  |  | Punti | Pos. |
| ---- | ------ | ------ | - | - | --- | - | - |  | - | -- | -- | - | --- |  |  | ----- | ---- |
| 1975 | 350    | Yamaha | 1 | 2 | Rit | 1 | 1 |  | 5 | NE | NE | 1 | Rit |  |  | 78    | 1º   |

| 1976 | Classe | Moto   |   |   |   |     |  |   |    |    |     |     |   |   |  | Punti | Pos. |
| ---- | ------ | ------ | - | - | - | --- |  | - | -- | -- | --- | --- | - | - |  | ----- | ---- |
| 1976 | 350    | Yamaha | 2 | 1 | 1 | Rit |  | 8 | NE | NE | Rit | Rit | 2 | 4 |  | 65    | 2º   |

| 1977 | Classe | Moto          |   |    |  |  |  |  |  |  |    |     |     |   |     | Punti | Pos. |
| ---- | ------ | ------------- | - | -- |  |  |  |  |  |  | -- | --- | --- | - | --- | ----- | ---- |
| 1977 | 350    | Bakker-Yamaha | 1 | AN |  |  |  |  |  |  | NE | Rit | Rit | 1 | Rit | 30    | 9º   |

| 1980 | Classe | Moto   |   |    |   |    |    |    |    |     |     |   |  |  |  | Punti | Pos. |
| ---- | ------ | ------ | - | -- | - | -- | -- | -- | -- | --- | --- | - |  |  |  | ----- | ---- |
| 1980 | 350    | Yamaha | 1 | NE | 2 | NE | 20 | NE | NE | Rit | Rit | 3 |  |  |  | 37    | 4º   |

| Legenda | 1º posto        | 2º posto            | 3º posto            | A punti      | Senza punti        | Grassetto – Pole position Corsivo – Giro più veloce |
| Legenda | Gara non valida | Non qual./Non part. | Ritirato/Non class. | Squalificato | '-' Dato non disp. | Grassetto – Pole position Corsivo – Giro più veloce |

### Classe 500
| 1976 | Classe | Moto   |   |     |     |    |  |  |  |  |  |  |  |    |  | Punti | Pos. |
| ---- | ------ | ------ | - | --- | --- | -- |  |  |  |  |  |  |  | -- |  | ----- | ---- |
| 1976 | 500    | Yamaha | 2 | Rit | Rit | NE |  |  |  |  |  |  |  | NE |  | 12    | 19º  |

| 1977 | Classe | Moto   |   |    |  |  |    |  |    |  |  |   |   |   |     | Punti | Pos. |
| ---- | ------ | ------ | - | -- |  |  | -- |  | -- |  |  | - | - | - | --- | ----- | ---- |
| 1977 | 500    | Yamaha | 4 | NP |  |  | NE |  | NE |  |  | 2 | 1 | 1 | Rit | 50    | 4º   |

| 1978 | Classe | Moto   |     |   |   |    |     |   |     |   |   |   |   |    |    | Punti | Pos. |
| ---- | ------ | ------ | --- | - | - | -- | --- | - | --- | - | - | - | - | -- | -- | ----- | ---- |
| 1978 | 500    | Yamaha | Rit | 4 | 2 | 23 | Rit | 1 | Rit | 6 | 3 | 7 | 2 | NE | NE | 66    | 3º   |

| 1979 | Classe | Moto   |     |     |  |  |  |    |     |    |     |   |     |    |   | Punti | Pos. |
| ---- | ------ | ------ | --- | --- |  |  |  | -- | --- | -- | --- | - | --- | -- | - | ----- | ---- |
| 1979 | 500    | Yamaha | Rit | Rit |  |  |  | NP | Rit | NP | Rit | 7 | Rit | NE | 5 | 10    | 20º  |

| 1980 | Classe | Moto   |   |   |   |    |   |     |  |   |    |   |  |  |  | Punti | Pos. |
| ---- | ------ | ------ | - | - | - | -- | - | --- |  | - | -- | - |  |  |  | ----- | ---- |
| 1980 | 500    | Yamaha | 4 | 6 | 9 | NE | 6 | Rit |  | 5 | NE | 6 |  |  |  | 31    | 7º   |

| Legenda | 1º posto        | 2º posto            | 3º posto            | A punti      | Senza punti        | Grassetto – Pole position Corsivo – Giro più veloce |
| Legenda | Gara non valida | Non qual./Non part. | Ritirato/Non class. | Squalificato | '-' Dato non disp. | Grassetto – Pole position Corsivo – Giro più veloce |

### Formula 750
| 1978 | Classe | Moto   | Italia (bandiera) | Francia (bandiera) | Regno Unito (bandiera) | Austria (bandiera) | Spagna (bandiera) | Germania (bandiera) | Belgio (bandiera) | Paesi Bassi (bandiera) | Stati Uniti (bandiera) | Canada (bandiera) | Punti | Pos |
| ---- | ------ | ------ | ----------------- | ------------------ | ---------------------- | ------------------ | ----------------- | ------------------- | ----------------- | ---------------------- | ---------------------- | ----------------- | ----- | --- |
| 1978 | 750    | Yamaha | 1                 | 1                  | 2                      | 2                  | 2                 | -                   | 1                 | 3                      | -                      | 5                 | 97    | 1º  |

| Legenda | 1º posto        | 2º posto            | 3º posto            | A punti      | Senza punti        | Grassetto=Pole position Corsivo=Giro più veloce |
| Legenda | Gara non valida | Non qual./Non part. | Ritirato/Non class. | Squalificato | "-" Dato non disp. | Grassetto=Pole position Corsivo=Giro più veloce |

## Risultati in Formula 1
| 1983 | Scuderia | Vettura |    |   |    |     |     |    |     |     |    |    |    |    |    |  |  |  |  | Punti | Pos. |
| ---- | -------- | ------- | -- | - | -- | --- | --- | -- | --- | --- | -- | -- | -- | -- | -- |  |  |  |  | ----- | ---- |
| 1983 | Theodore | N183    | 14 | 6 | 11 | Rit | NPQ | 10 | Rit | Rit | NQ | 11 | NQ | NQ | 12 |  |  |  |  | 1     | 19º  |

| 1984 | Scuderia | Vettura        |     |     |     |    |     |     |   |     |     |    |  |  |  |  |  |  |  | Punti | Pos. |
| ---- | -------- | -------------- | --- | --- | --- | -- | --- | --- | - | --- | --- | -- |  |  |  |  |  |  |  | ----- | ---- |
| 1984 | Toleman  | TG183B / TG184 | Rit | Rit | Rit | NC | Rit | Rit | 9 | Rit | Rit | SP |  |  |  |  |  |  |  | 0     |      |

| Legenda | 1º posto     | 2º posto | 3º posto    | A punti         | Senza punti/Non class.  | Grassetto – Pole position Corsivo – Giro più veloce |
| Legenda | Squalificato | Ritirato | Non partito | Non qualificato | Solo prove/Terzo pilota | Grassetto – Pole position Corsivo – Giro più veloce |